# Век стали
«Век Стали» (англ. The Age of Steel) — эпизод британского научно-фантастического телесериалa «Доктор Кто». Впервые был показан 20 мая 2006 года. Продолжение эпизода «Восстание киберлюдей».

## Сюжет
Пит Тайлер, Роза, Джейк, Рикки, госпожа Мур, Доктор и Микки вырываются из дома Тайлеров, где киберлюди Люмика захватили всю политическую элиту параллельной Великобритании. Киберлюди приготовились уничтожить беглецов, поскольку, по их словам, они несовместимы с так называемым «обновлением». Доктору удаётся нейтрализовать роботов и группа убегает.
Люмик отдаёт команду о сборе всех людей с EarPod в районе электростанции Баттерси. Беглецы, добравшись до города, обнаруживают дирижабль Люмика около электростанции. Принимается решение прорваться на территорию станции, но во время операции Рикки гибнет от руки киберчеловека. После осмотра станции Доктор говорит, что необходимо уничтожить передатчики для наушников, расположенные на дирижабле Люмика. В результате Пит и Роза пойманы, поскольку преобразованная Джекки узнаёт их.
После изучения одного из киберлюдей Доктор выясняет, что в механизме каждого из таких же есть блокиратор, своеобразный подавитель человеческой сути каждого человека. Только при его отключении человек осознаёт, кем является. Отключить блокиратор можно, только послав специальный сигнал. Доктор пытается найти тот сигнал, но осуществить свой план он не успевает, так как схвачен киберлюдьми.
В офисе Люмика Доктор видит, что Пит и Роза схвачены. Киберлюди не щадят своего создателя и насильно начинают его преобразование в Киберлидера. Люмик заявляет, что все люди будут преобразованы насильно. Доктор хитростью выведывает код отключения блокиратора человеческой сути киберлюдей. Джейк и Микки посылают его в пространство, в результате киберлюди впадают в отчаяние и ступор.
ТАРДИС готова к путешествию, точнее к возврату в надлежащую реальность, к которой принадлежат Микки и Роза. Однако Микки изъявляет желание остаться в этой реальности, чтобы, во-первых, помочь Питу, Джейку и «проповедникам» до конца разрушить все заводы Люмика, а во-вторых, заботиться о своей бабушке. Доктор и Роза улетают на ТАРДИС.